# Román Ruiz
Román Ruiz Llamas (Humilladero, Málaga, 4 de enero de 1953) es un empresario y político español.

## Biografía
Nacido en Humilladero (Málaga) el 4 de enero de 1953, estudió hasta el bachillerato y es empresario del ramo de la hostelería y los combustibles. Ha sido presidente de la Asociación Catalana de Distribuidores de Gasóleo y de la Confederación Nacional de Distribuidores de Gasóleo. En el ámbito político ha sido primer secretario del Partido de los Socialistas de Cataluña en la comarca del Vallés Oriental y ocupó la alcaldía de Montmeló (Barcelona) entre 1983 y 1992. En las elecciones generales de 2011 fue elegido diputado del PSOE por la circunscripción electoral de Barcelona y sigue en el cargo. Como diputado es vicepresidente primero de la Comisión de Fomento y portavoz adjunto en la Comisión de Industria, Energía y Turismo.